# Mario Bo
Mario Bo ou Bò (né le 4 décembre 1912 à Savone en Ligurie et mort le 4 décembre 2003 à Turin au Piémont) est un joueur de football italien, qui jouait en tant que milieu de terrain.

## Biographie
Après avoir été formé par les clubs de l'Eden San Paolo puis du Torino, Mario Bo fait ses débuts en championnat en 1931 avec ce même Torino, avant d'ensuite rejoindre le rival du Torino, l'autre club de Turin, la Juventus (avec qui il dispute son premier match en juventino le 17 septembre 1939 lors d'une défaite 4-0 sur le terrain de l'AS Ambrosiana).
En 1941, il quitte la Juve pour évoluer avec deux de ses clubs rivaux, le Genova puis l'Ambrosiana-Inter, avant de retourner chez la Vieille Dame en 1944, puis de finir sa carrière entre 1946 et 1950 au Fossanese.

## Palmarès
| Torino - Coupe d'Italie (1) : - Vainqueur: 1935-36. |  | Juventus - Championnat d'Italie : - Vice-champion : 1945-46. |